# Iglesia de Santo Domingo (Lisboa)
La iglesia de Santo Domingo (Igreja de São Domingos, en portugués) es una iglesia localizada en el barrio de Santa Justa, Lisboa. Está clasificada como un monumento nacional por el Instituto de Gestão do Património Arquitetónico e Arqueológico.
Construida en 1241, en aquella época fue la iglesia más grande de la ciudad. Antes del fin a la monarquía en Portugal en 1910, las bodas reales se celebraban en esta iglesia. También es importante en la historia de la inquisición debido a que fue el sitio de la Masacre de Lisboa de 1506 y ahora hay un monumento en frente para recordar el evento.
La iglesia ha sido destruida muchas veces durante su historia. El terremoto de 1531 la dañó y el de 1755 y su tsunami destrozó el convento de Santo Domingo del que formaba parte que dejó en pie solamente la capilla que fue completamente restaurada en 1807 en estilo barroco mientras que espacio que ocupaba el antiguo convento se aprovechó para ampliar las avenidas y plazas del barrio. En 1959 hubo un gran incendio que mató a dos bomberos que tardó más de seis horas para extinguir y destruyó muchas obras de arte. En 1994, reabrió, pero los rastros del incendio todavía perduran. Por eso, cuando se visita se pueden notar los impactos de la historia.

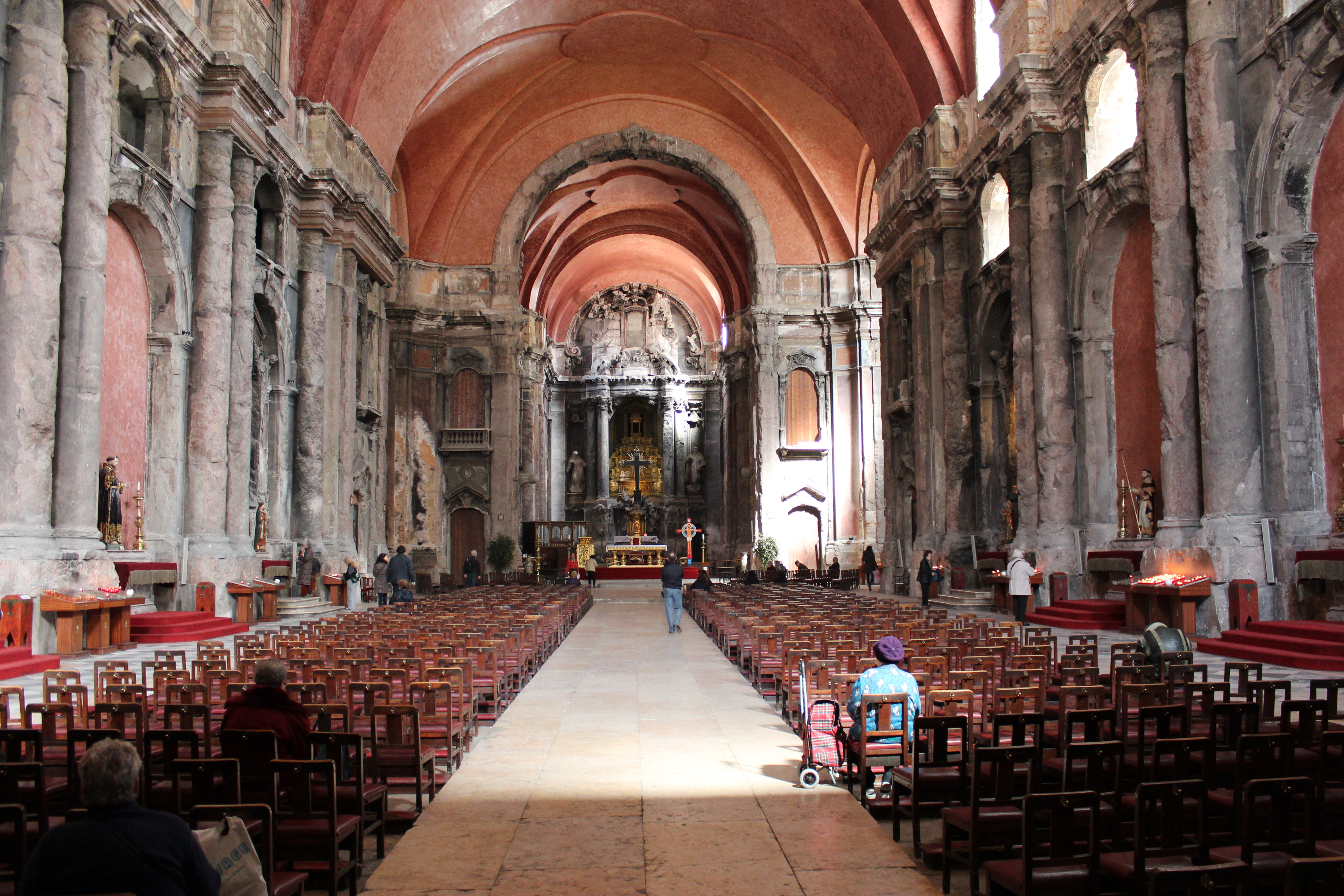
Interior